# Château de Poligny (Jura)
 (juillet 2022).
Pour les articles homonymes, voir Poligny.
Le château de Poligny ou château de Grimont situé à Poligny, dans le Jura en Bourgogne-Franche-Comté, est un ancien château fort du IXe siècle, démantelé en 1643 sous les rois Louis XIII et Louis XIV, dont il ne reste que quelques ruines.

## Historique

### Contexte
Au IXe siècle la disparition de l'empereur Charlemagne (v742-814) pose l'important problème dans tout l'Occident chrétien réunifié d'alors (reconstitution de l'empire romain d'Occident à partir des royaumes francs et des États pontificaux), de la multi division héréditaire dynastique par droit des successions de « primogéniture » de l'empire carolingien / Saint-Empire romain germanique, et de l'Imperium (autorité d'empereur de l'Ordinatio Imperii, loi salique, traité de Verdun de 843, traité de Prüm (855), traité de Meerssen de 870…). Les nombreux rois carolingiens, descendants héritiers de Charlemagne, s’entre tuent alors dans de longues guerres et complots fratricides continus, pour tenter de reconstruire et régner seul sur l'empire carolingien divisé de leur aïeul.

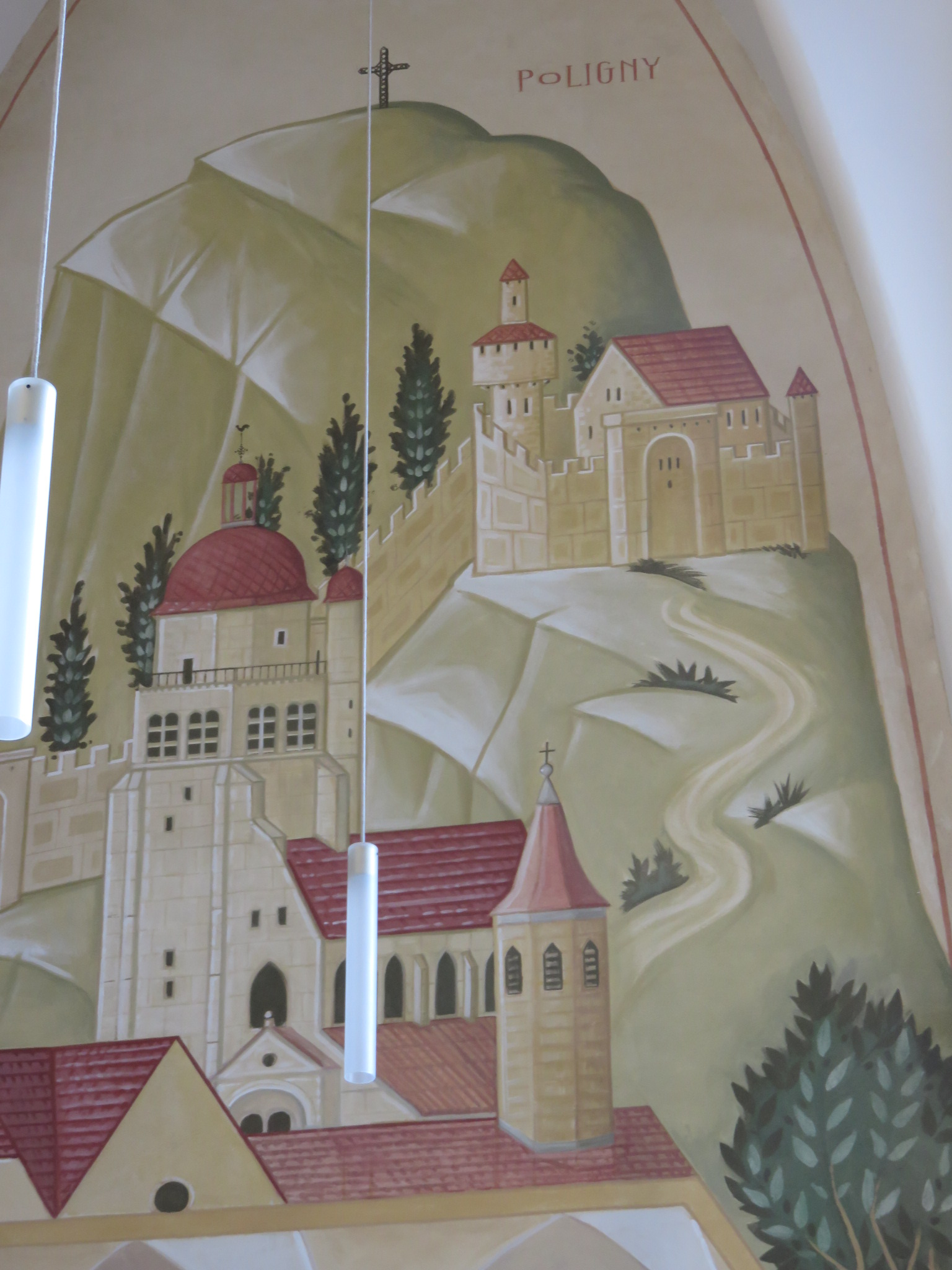
Fresque du monastère Sainte-Claire de Poligny du XVe siècle
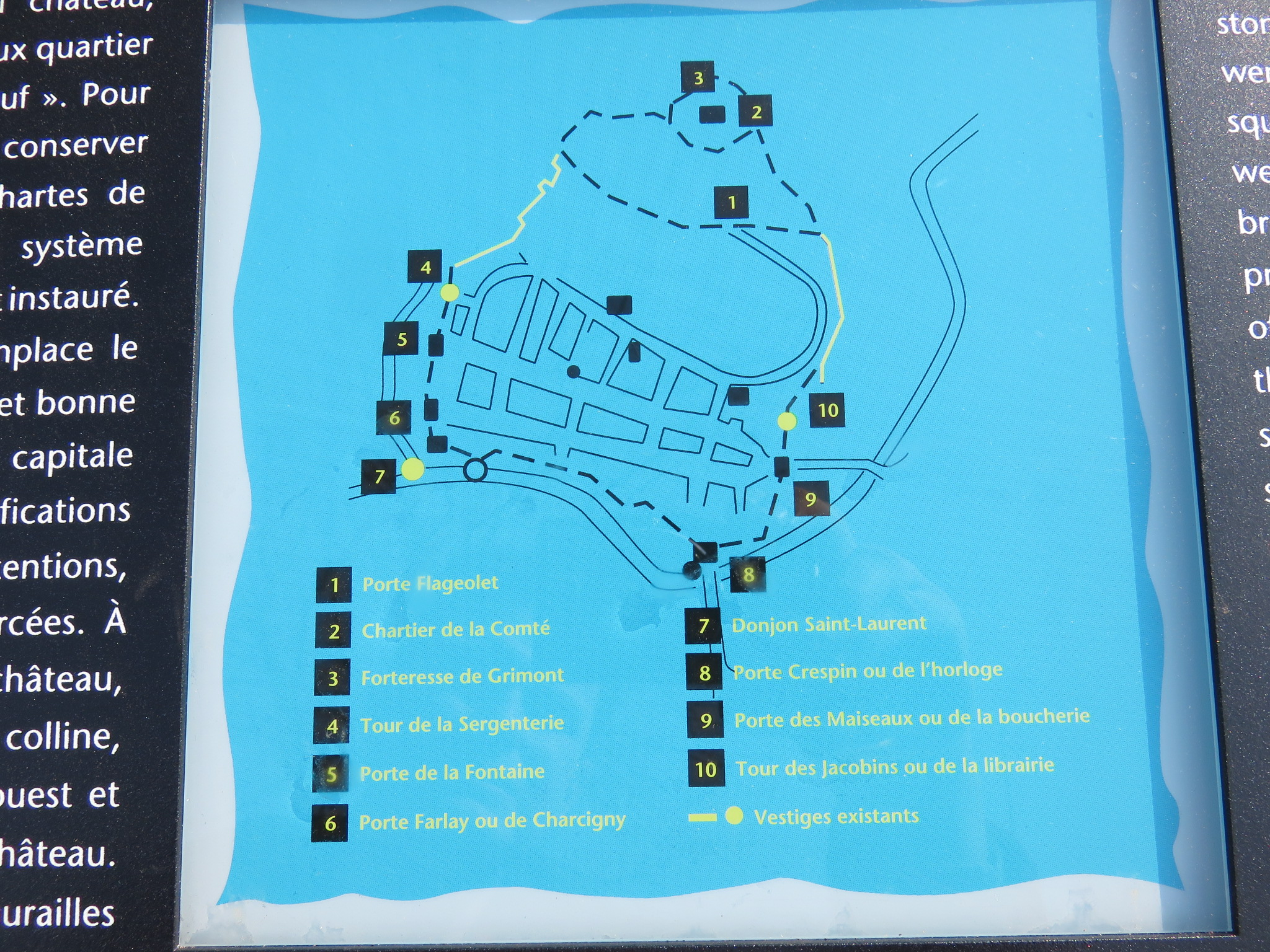
Emplacement château fort et fortifications d'origine
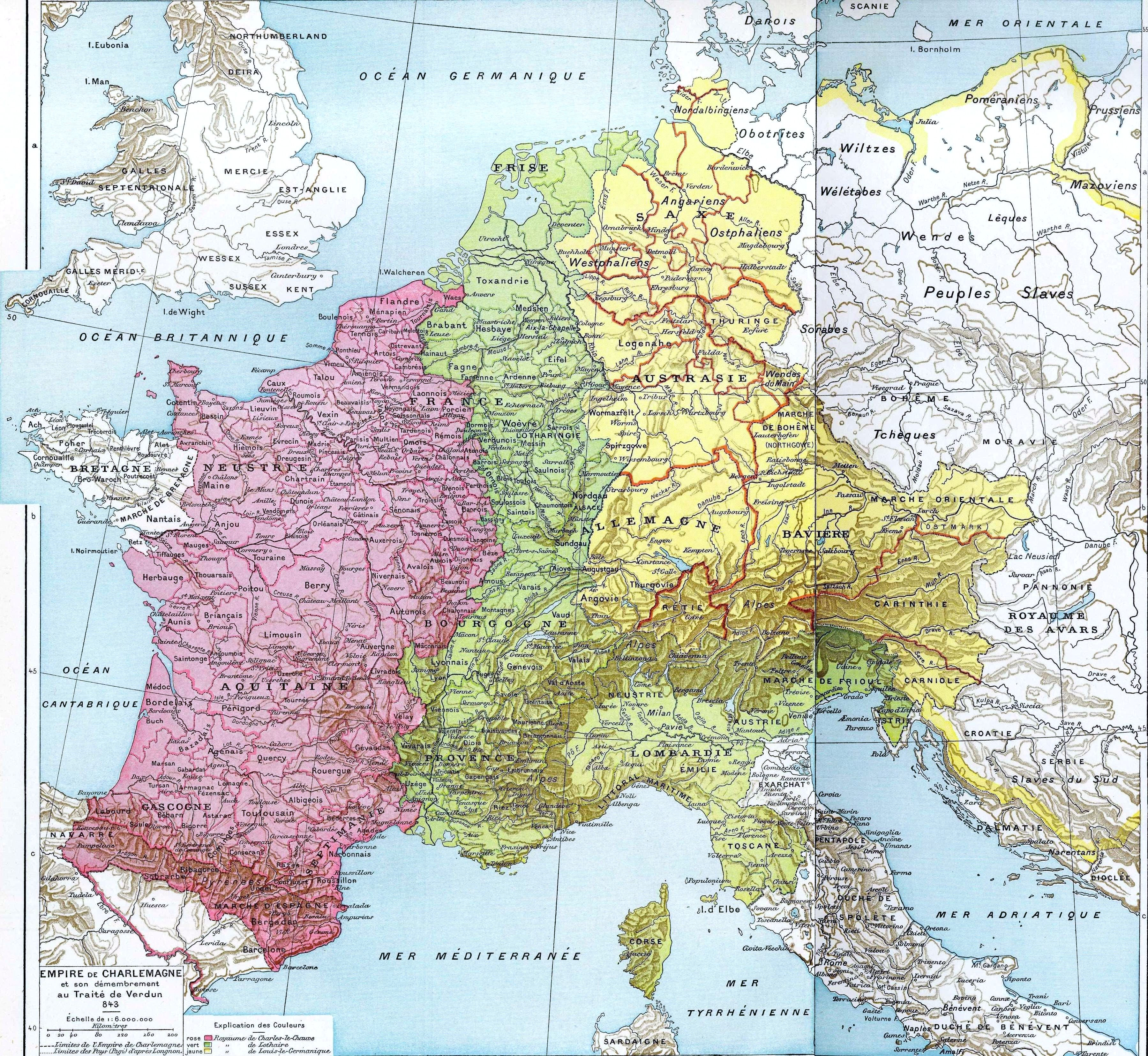
Division de l'empire carolingien, traité de Verdun en 843.
Royaume de France et royaume de Bourgogne sous le roi Hugues Capet en 987.

Le royaume de Bourgogne carolingien, est divisé en pagus (pagi bourguignons) gouvernés par des comtes et des évêques individuellement nommés, dépendant directement du comte du palais et des empereurs carolingiens. Les guerres dynastiques fratricides des Carolingiens (ainsi que les invasions vikings en occident et invasions sarrasines islamique expansives et dévastatrices de l'époque) instiguent alors la réorganisation de toute l'Europe occidentale / Occident chrétien en modèle de fonctionnement aristocratique féodale catholique (à partir du capitulaire de Quierzy du 14 juin 877 de l'empereur Charles II le Chauve) avec droit des successions héréditaire indivisible aux aînés (droit d'aînesse), au lieu des divisions par primogéniture (féodalité).

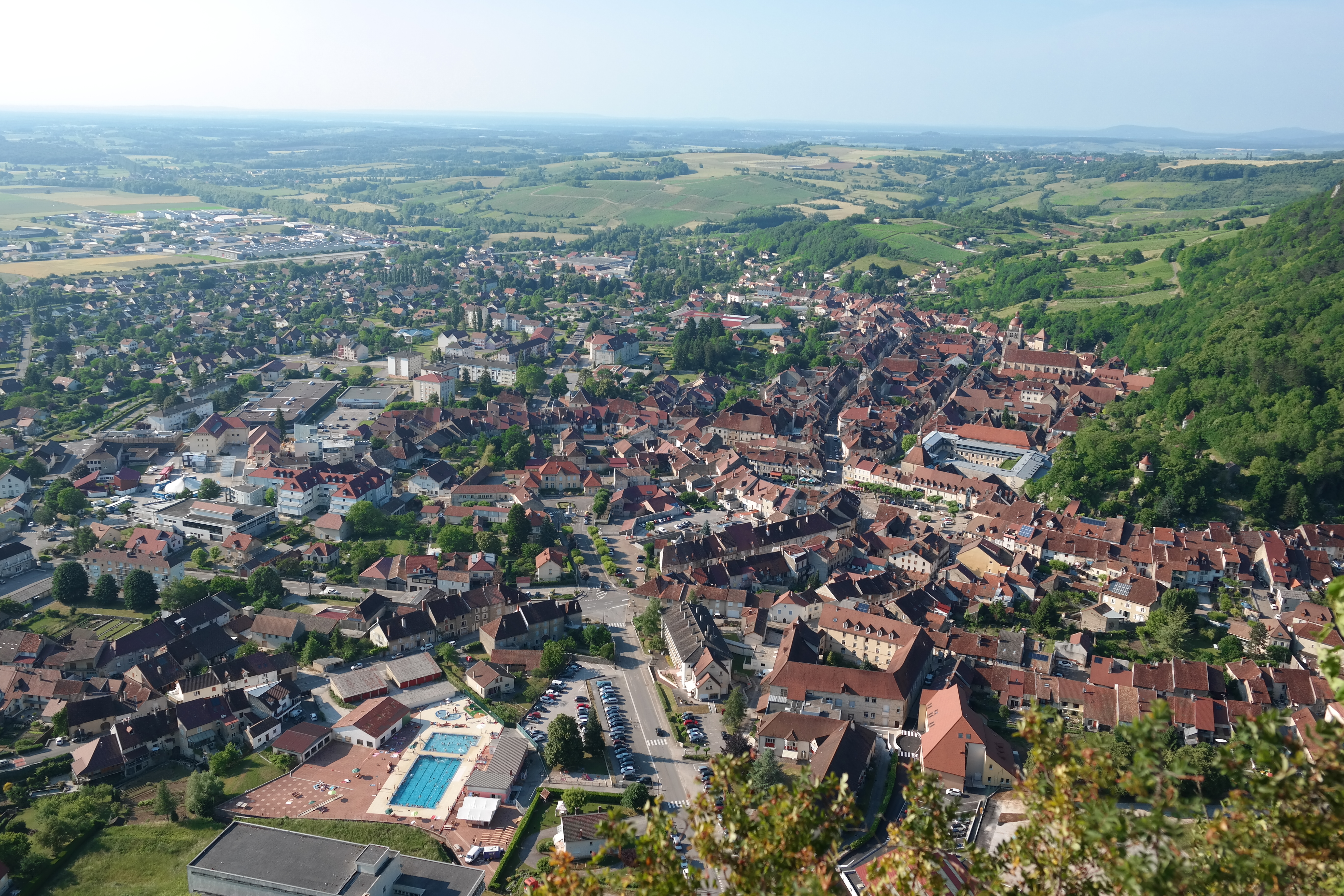
Poligny, et emplacement du château (en haut à droite)
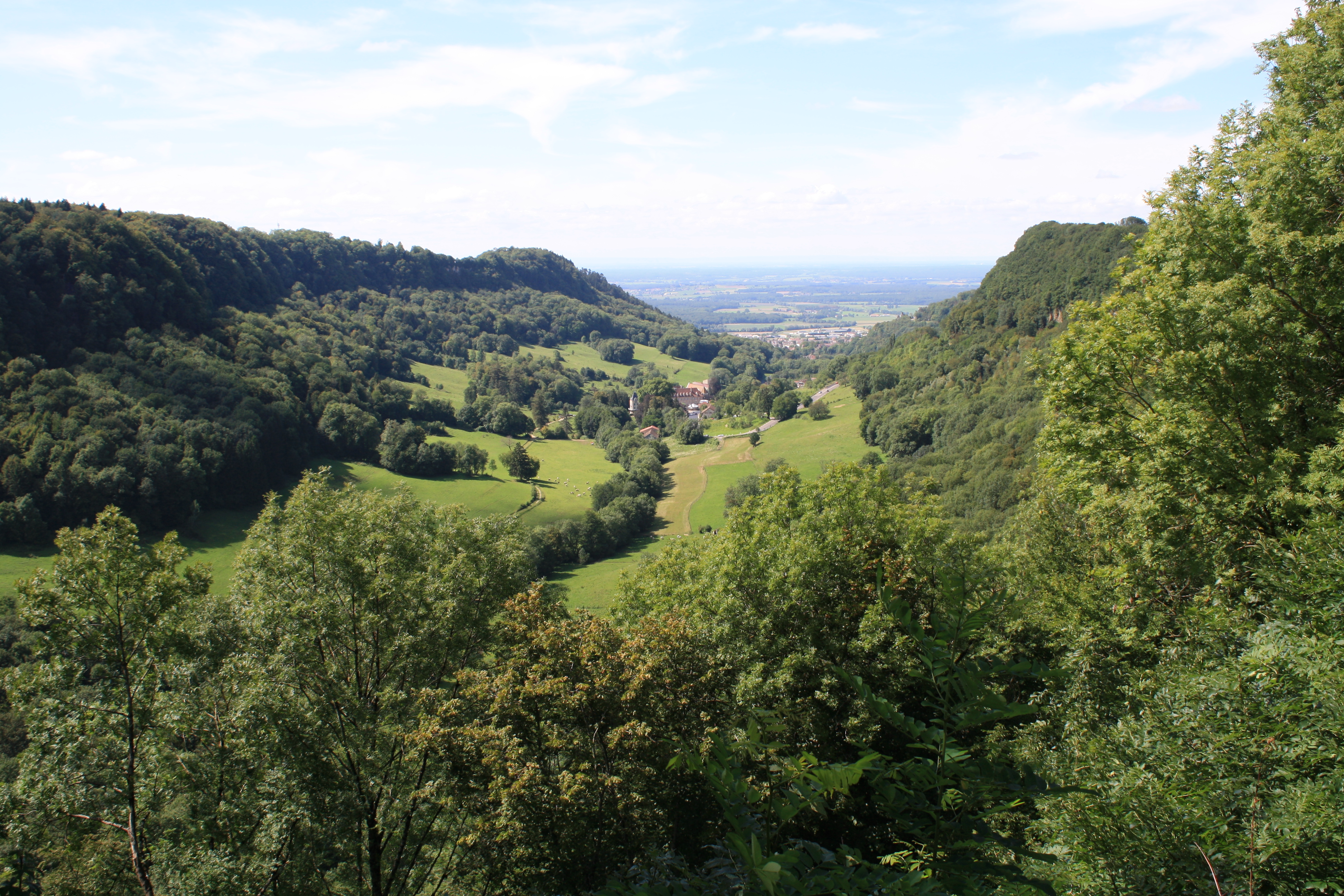
Reculée de Poligny, avec Poligny au font, et prieuré de Vaux-sur-Poligny au milieu.
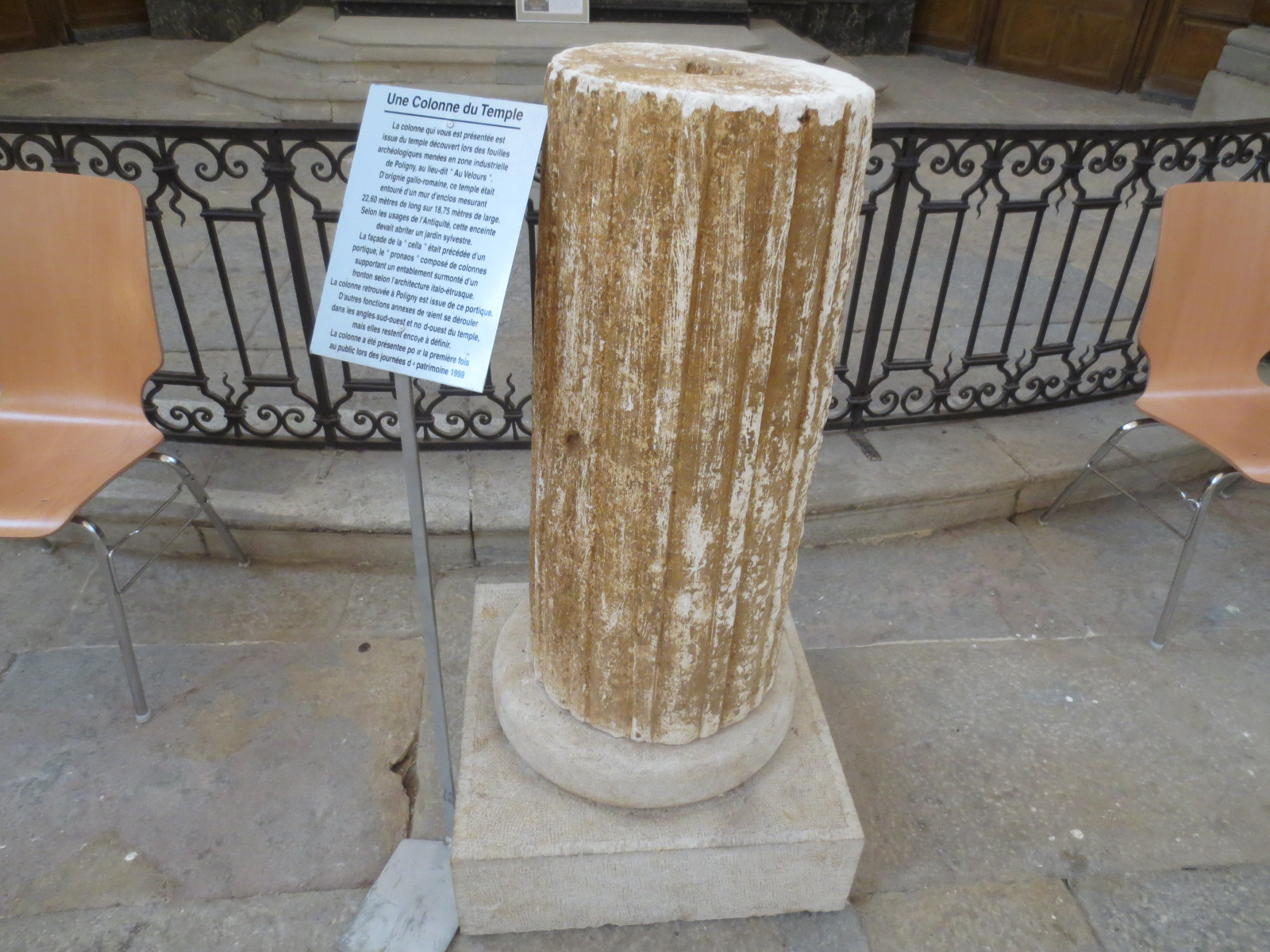
Vestige d'un Temple gallo-romain de Poligny (chapelle de la congrégation des vignerons de Poligny)

Les royaumes francs et pagus sont progressivement réorganisés en duchés et comtés féodaux… Le royaume de France est fondé avec pour premier roi de France élu par ses pairs, le duc des Francs Hugues Capet (v940-996), fondateur de la dynastie des rois de France Capétiens, successeurs des Mérovingiens / Carolingiens / Robertiens. Le royaume de Bourgogne / pagi bourguignons carolingiens, comté de Scoding, comté d'Amaous, comté de Port, comté de Warasch, sont réorganisés progressivement en duché de Bourgogne par le duc Richard de Bourgogne en 880, et comté de Bourgogne par le comte Otte-Guillaume de Bourgogne en 986… (qui devient vassal du Saint-Empire romain germanique durant une importante partie du Moyen Âge par la succession du royaume de Bourgogne (1032-1034)). La nouvelle aristocratie fait construire de très nombreux châteaux forts féodaux sur ses nouveaux domaines de tout l'Occident chrétien, pour imposer son pouvoir et lutter contre les invasions vikings en Occident et invasions sarrasines islamiques dévastatrices de l'époque… les puissants ordre de Cluny de l'Abbaye de Cluny (fondé vers 910), et Ordre cistercien de l'Abbaye de Cîteaux (fondé en 1098), du duché de Bourgogne, se répandent sur tout l'Occident chrétien, et dépendent directement des papes des États pontificaux.

### Construction du château de Poligny
Poligny (Polemniacum en latin) fait alors partie du royaume de Lotharingie, attribué aux rois / empereurs successifs, descendants de Charlemagne, Lothaire Ier, puis Lothaire II de Lotharingie, puis liste des rois et ducs de Lotharingie… Entre 886 et 889, les Vikings mènent de nombreuses razzias dévastatrices destructrices jusqu'aux confins du royaume de Bourgogne. Ils sont vaincus par le duc Richard de Bourgogne et ses vassaux (fondateur du duché de Bourgogne en 880).

Quelques vestiges et ruines du château fort
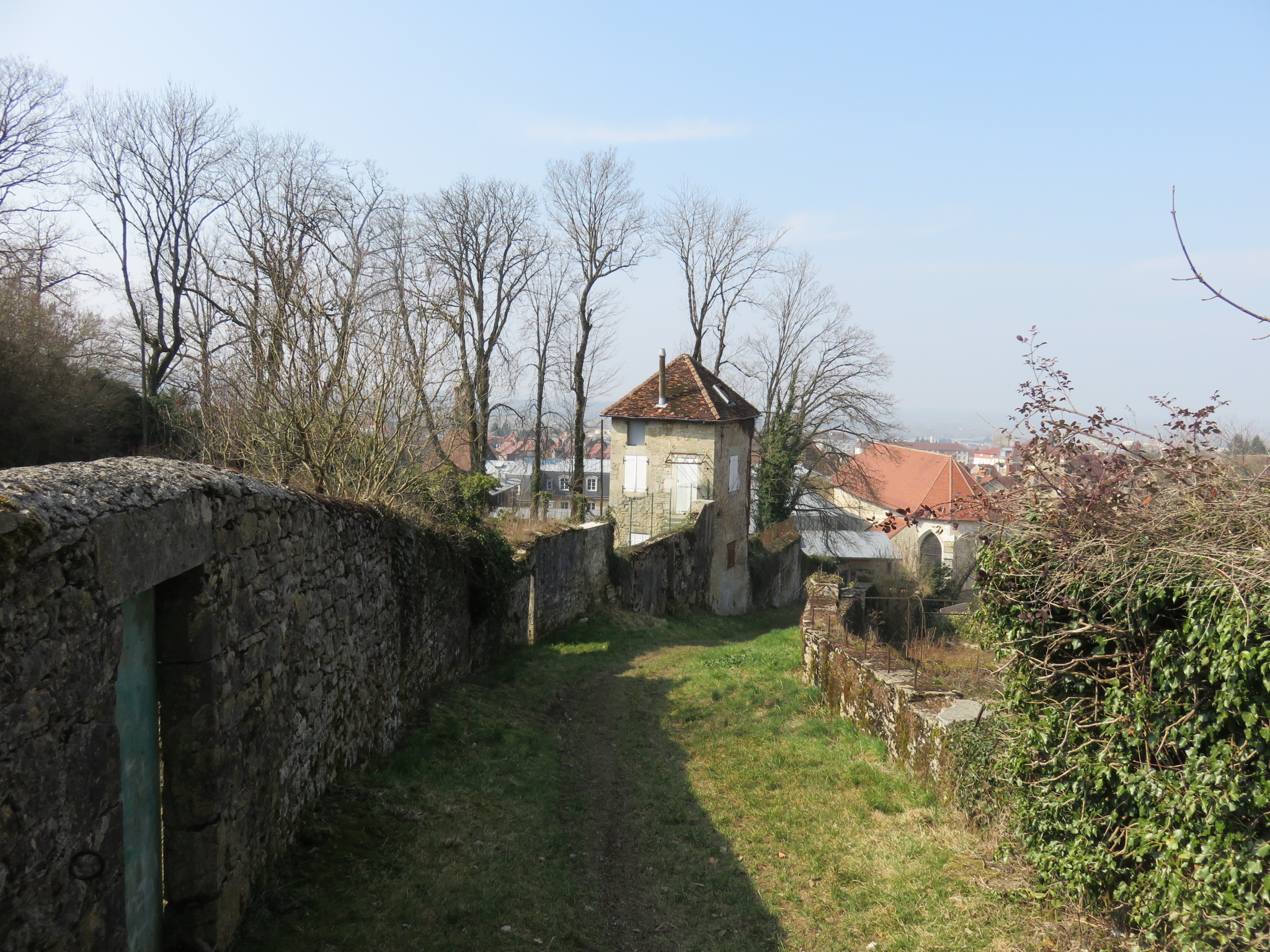
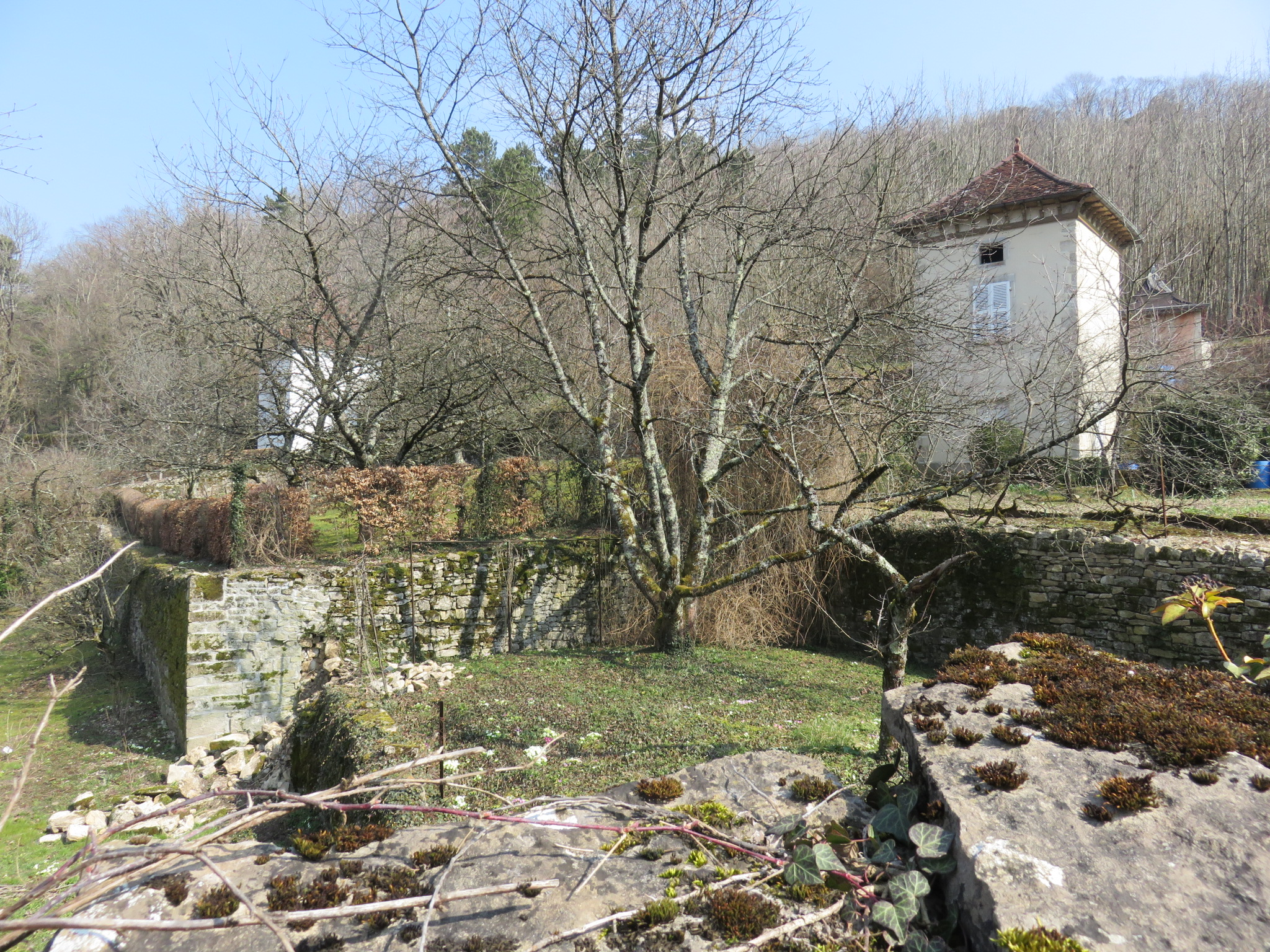
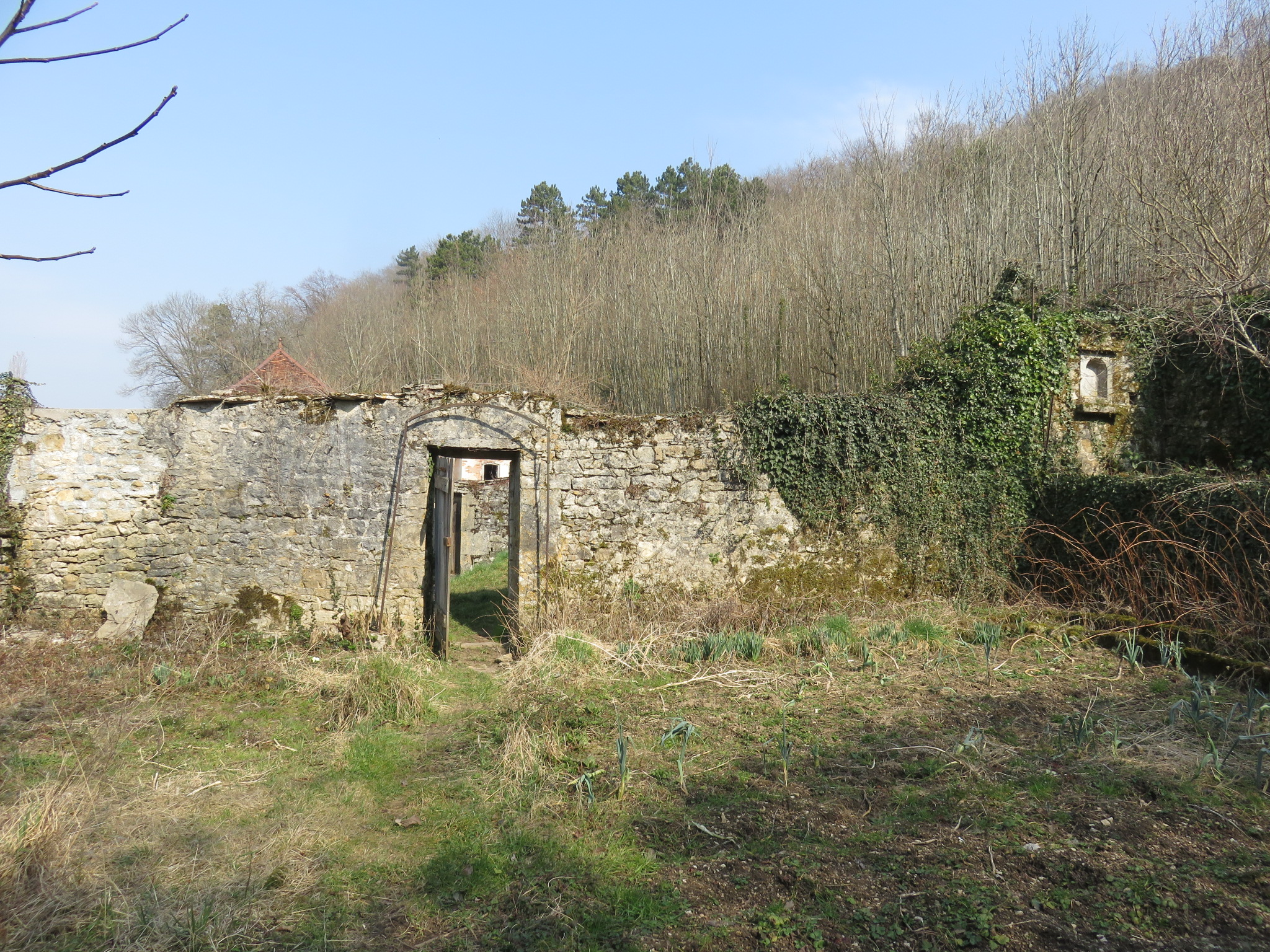
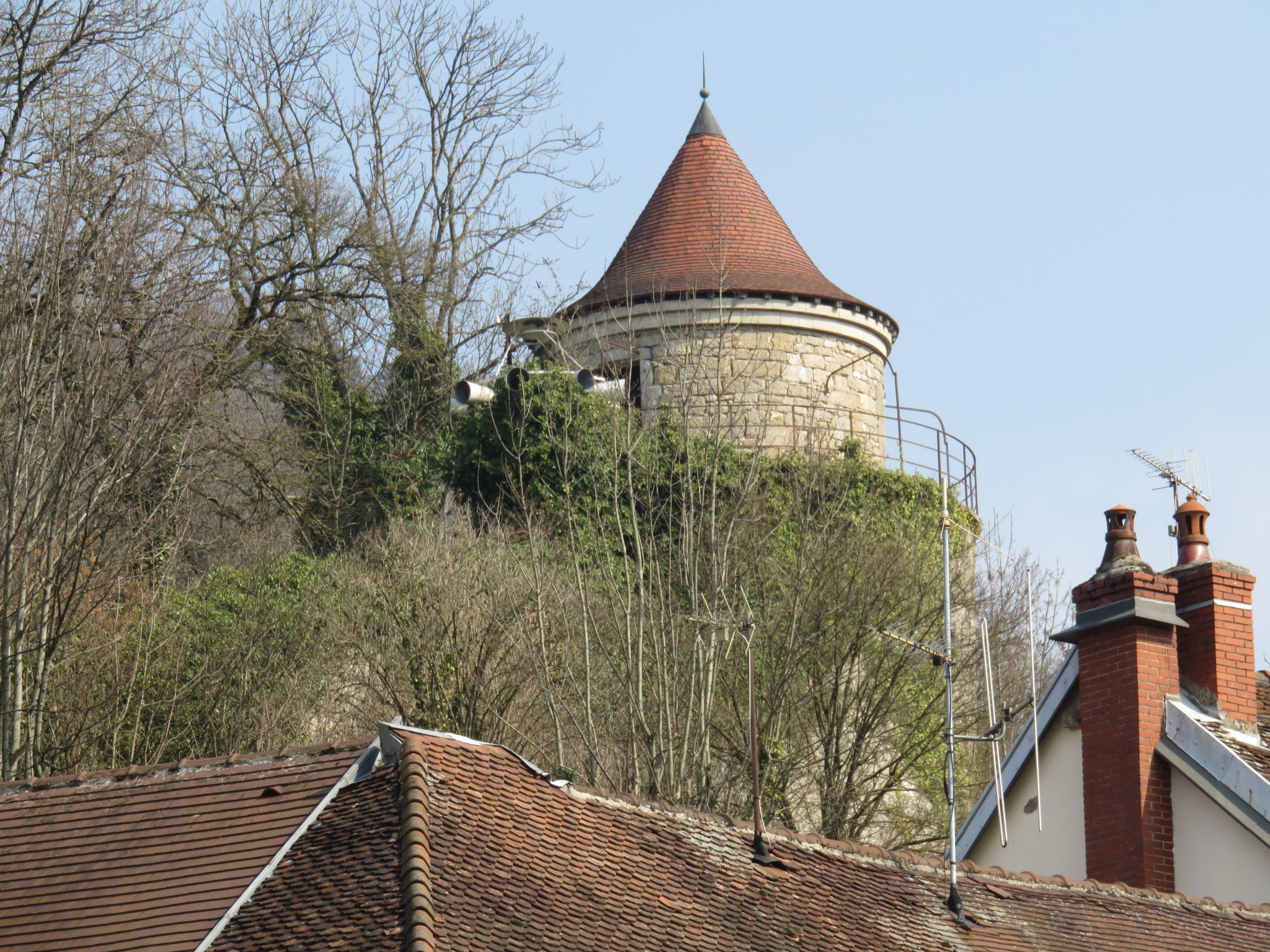

Le château fort de Poligny (château de Grimont) est construit au IXe siècle à l'initiative de Girart de Roussillon (819 - 877).
Le puissant château fort de Poligny, son donjon, et ses six tours, sont parmi les premiers construits à cette époque[réf. nécessaire] (avec le Château fort de Château-Chalon voisin), en hauteur (à flanc de falaise, puissant bastion naturel au pied du massif du Jura) à l'entrée de la reculée de Poligny / route de Genève, sur une surface d'environ 3 hectares, entourée d’un rempart fortifié de 800 m et de sept tours, sur le mont Grimont (Gryneus mons, ou Grynei mons en latin), à l'emplacement d'un ancien site religieux celtique séquanes, puis temple gallo-romain dédié au dieu des mythologies celtique / gauloise / gréco-romaine Apollon (surnommé Grynei, Gryneus, ou Grynéus en latin), au bord d'anciennes voies gallo-romaines. La frontière locale entre les puissants Royaume de France et Saint-Empire romain germanique se situe durant une majeure partie du Moyen Âge sur l'axe militaire fortifié entre comté de Bourgogne et duché de Bourgogne (Château de Lons-le-Saunier, Château fort de Château-Chalon, Château fort d'Arlay, Château de Poligny, Château de Nozeroy, Château de Quingey, Château de Dole, Château de Gray...).
Poligny est constitué avec le temps d'une importante concentration d'institutions et monuments religieux catholiques, dont les Prieuré de Saint-Lothain (Ve siècle), prieuré de Vaux-sur-Poligny à la sortie de la ville (XIe siècle), église Notre-Dame de Mouthier-le-Vieillard (XIIe siècle), couvent des Jacobins de Poligny (XIIIe siècle), collégiale Saint-Hippolyte (XVe siècle), monastère Sainte-Claire de Poligny (XVe siècle), Hôtel-Dieu (XVIIe siècle), couvent des Ursulines (XVIIe siècle), chapelle de la congrégation des vignerons de Poligny (XVIIIe siècle), collège des Oratoriens (XVIIe siècle), confrérie de la Croix (XIXe siècle)…

Quelques vestiges et ruines de la ville fortifiée
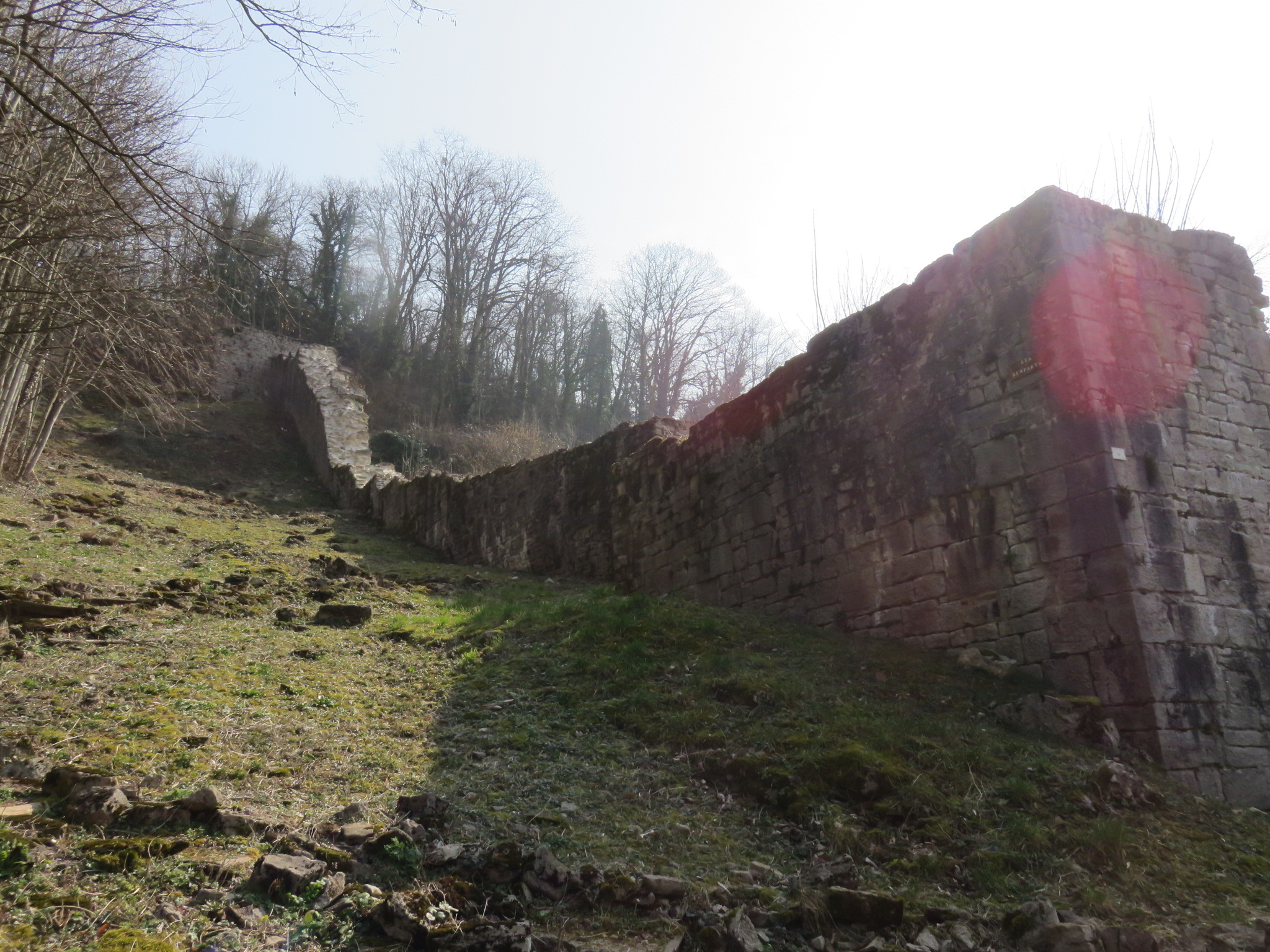
Remparts
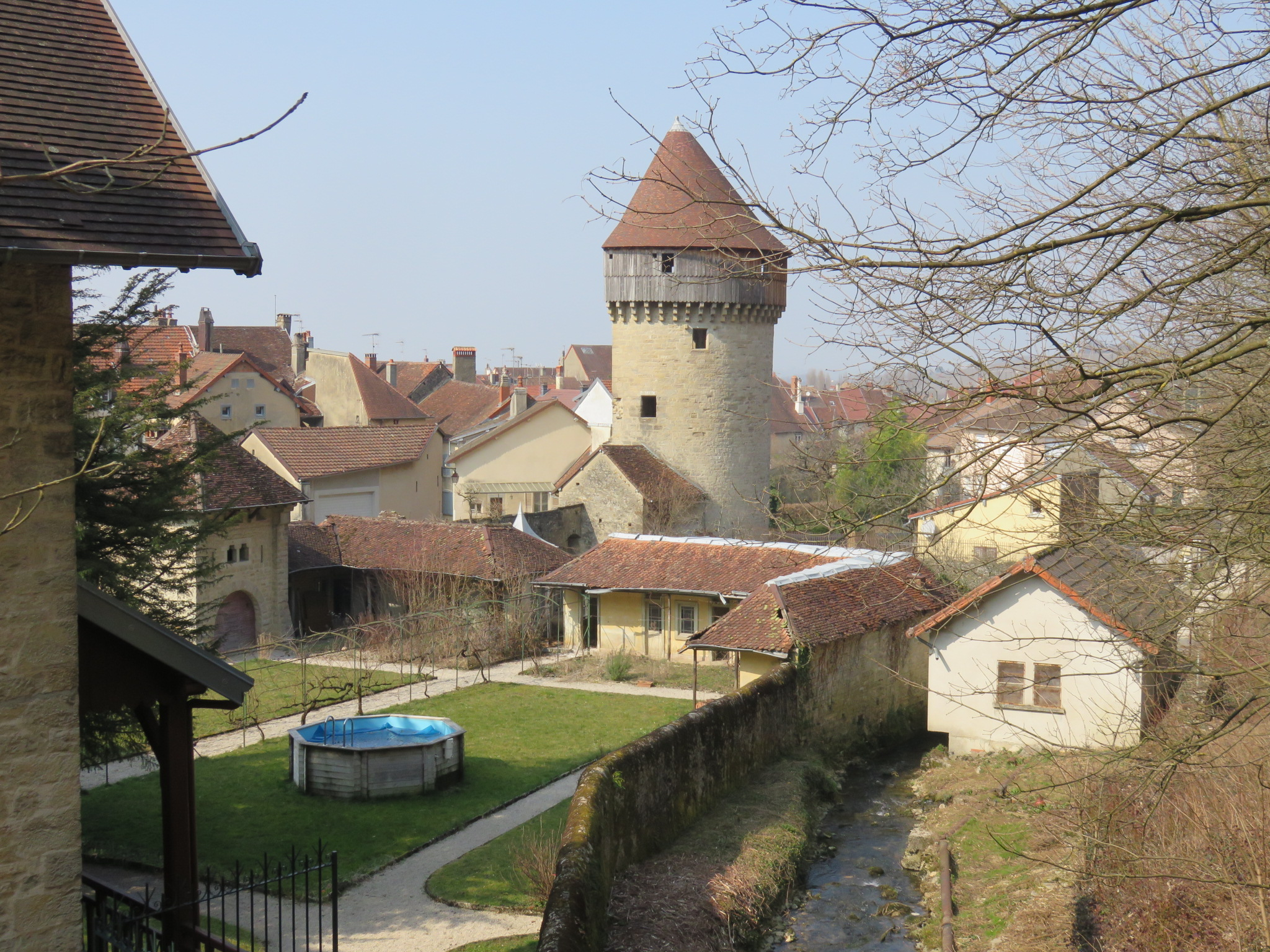
Tour de la Sergenterie
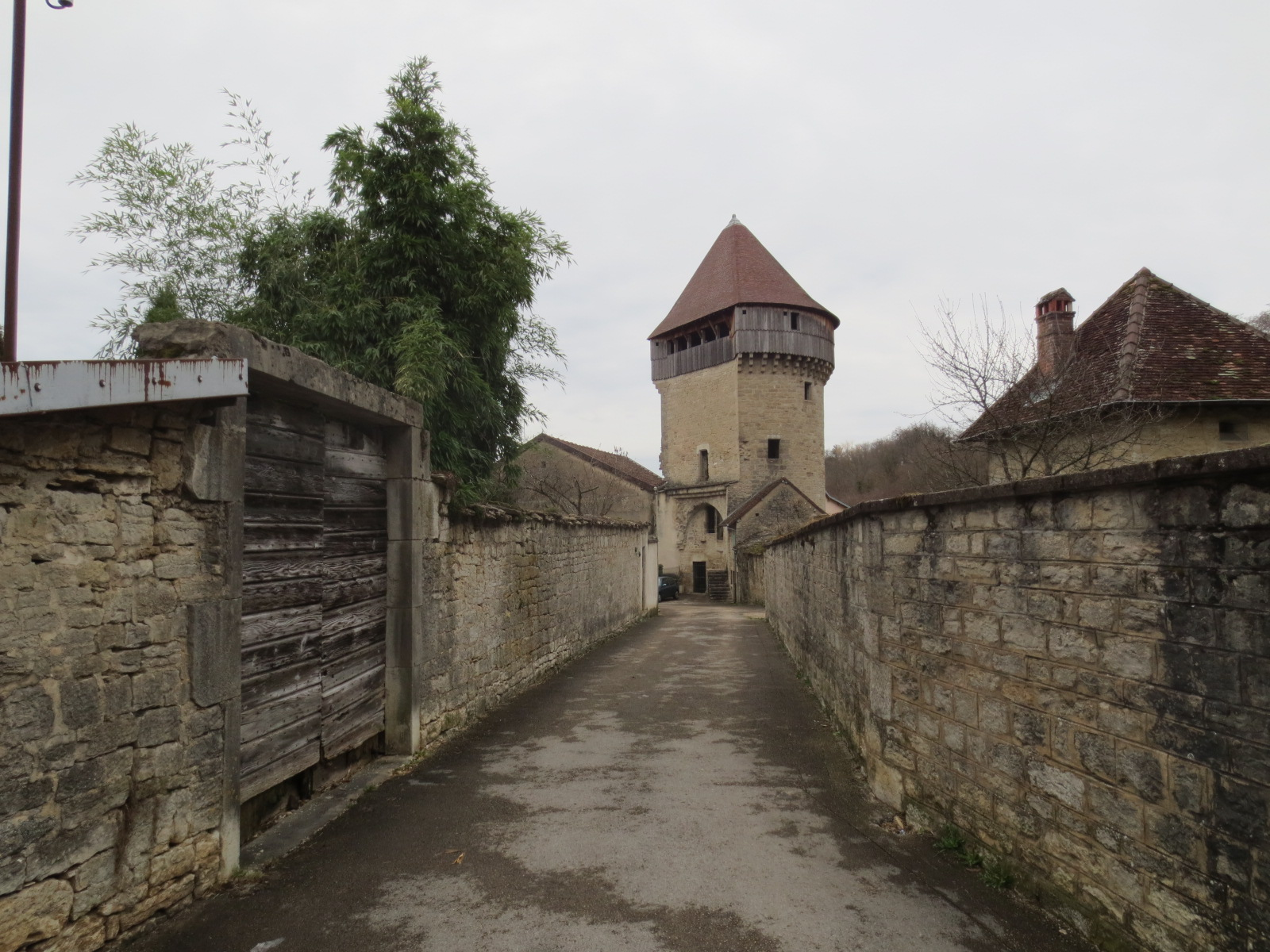
Tour de la Sergenterie
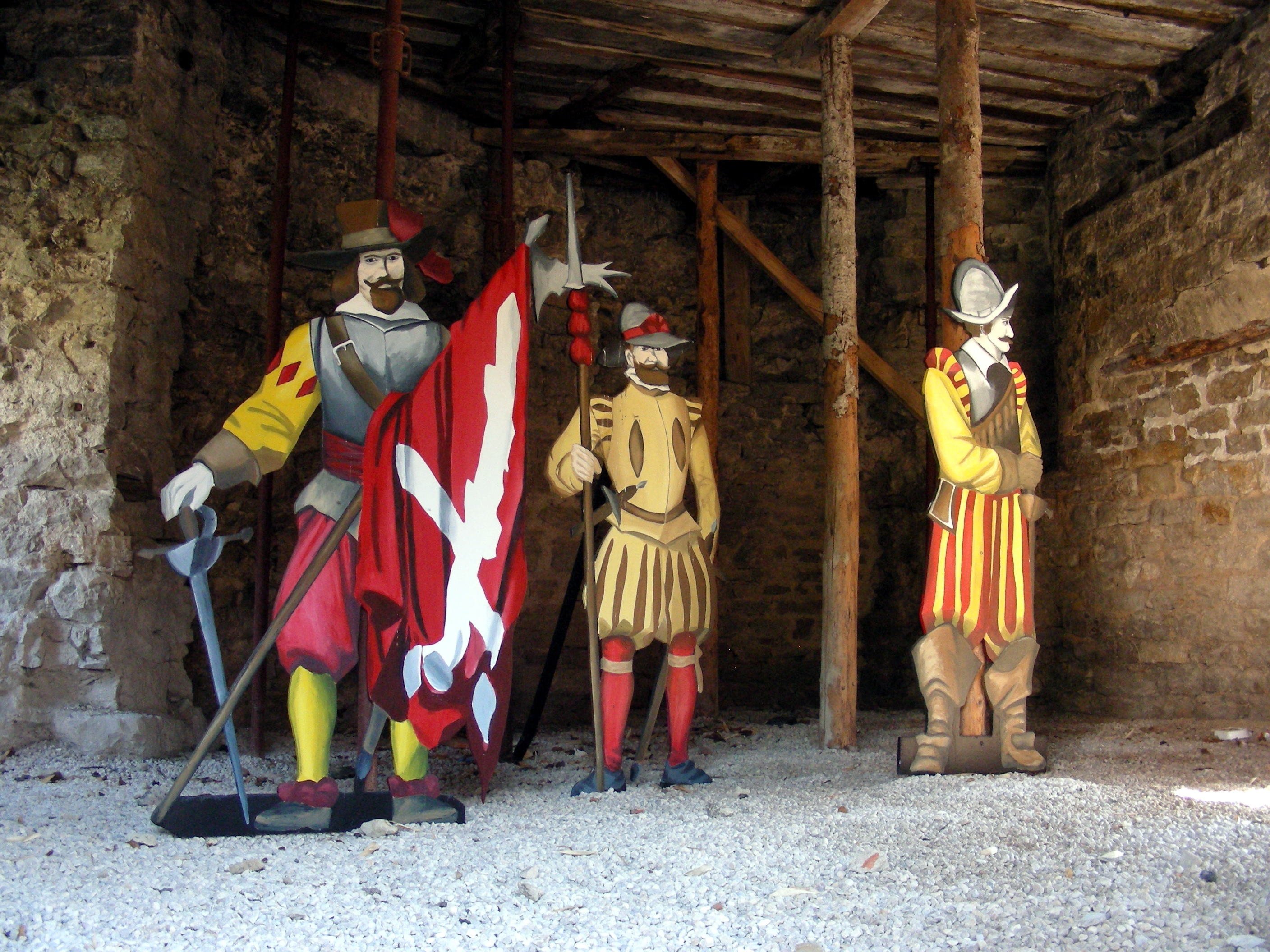
Guerre franco-espagnole, XVIIe siècle, tour de la Sergenterie

Deux murailles de 1 800 m, protégées de 25 tours, descendent de part et d'autre vers la ville fortifiée de Poligny, au pied du massif du Jura, au carrefour de routes commerciales entre Besançon, Dole, Lons-le-Saunier, et l'entrée de la reculée de Poligny (une des routes escarpées vers le Haut-Jura, le prieuré de Vaux-sur-Poligny, Champagnole, la Suisse, alors intégrée au royaume de Bourgogne, et l'Italie)… La riche et importante exploitation des salines locales (« l'or blanc » des salines de Poligny, salines de Lons-le-Saunier, salines de Salins-les-Bains… histoire du sel du Jura, gabelle du sel) assure une grande prospérité à ses nombreux propriétaires actionnaires (avec le vignoble du Jura / vignoble de Besançon, et autres exploitations industrielles, agricoles, et de bois des forêts de Poligny locales de 2 700 hectares, Baraques du 14 de la forêt de Chaux...), et incite de nombreuses convoitises historiques seigneuriales, royales et impériales par mariages et par guerres, entre Royaume de France, État bourguignon, Saint-Empire romain germanique, et Espagne de la Maison de Habsbourg en Espagne…
Ce château fort est considéré comme un des plus sûrs de la région. Les comtes de Bourgogne y mettent à l’abri leurs précieux droit de propriété, chartes, sceaux, bannières, trésors, confiés au trésorier des chartes de Grimont  (transféré au château de Dole en 1561, à la suite d’un incendie du château). Jean III de Chalon-Auxerre (entre autres importants prisonniers du comté) y meurt dans sa prison en 1369, après un an d'emprisonnement.

### Quelques guerres
En 1479, à la suite de son échec de reconquête française de l'État bourguignon / comté de Bourgogne de 1477 (succession de Charles le Téméraire), le roi Louis XI conquiert le comté et sa capitale Dole / château de Dole, qu'il fait raser et incendier, et massacrer la population, par vengeance de leur farouche résistance. De nombreuses villes et vassaux félons du comté subissent le même sort et la centaine de châteaux forts comtois sont alors également rasés à l'exception entre autres de Poligny, dont le roi fait sa principale place forte et le centre de son administration sur la région. En 1481, à la suite des constructions de sa ligne de puissants château de Beaune, château de Dijon, et château d'Auxonne…, Louis XI entreprend de grands travaux de renforcement des remparts de la ville et du château.
Durant les années 1492 et 1493, il servit de quartier-général aux troupes de Baudricourt et notamment lors de la bataille de Dournon.
Lors d'une tentative infructueuse de conquête militaire du comté de Bourgogne par le roi Henri IV (durant la Guerre contre l'Espagne et la Savoie / 8e Guerres de Religion entre catholiques et protestants Huguenot) Poligny et son château fort sont pris le 13 août 1595, puis rançonnés contre 20 000 écus pour ne pas être détruite, avant que l'armée française du roi ne soit défaite plus tard à la forteresse de Salin les Bains.
Durant la guerre franco-espagnole (1635-1659), le roi Louis XIII et son premier ministre le cardinal de Richelieu, chargent leur vassal, le duc Henri II d'Orléans-Longueville, de conquérir entre autres cette province germanique / espagnole, successivement en 1637, puis le 29 juin 1638 (durant la guerre de Dix Ans (Franche-Comté) 1634-1644, de la Guerre de Trente Ans 1618-1648). La forteresse de Poligny, soutenue par le duc Charles IV de Lorraine pour l'Espagne des Habsbourg d'Espagne, est prise par la France.
La ville et la forteresse sont démantelées et la population résistante massacrée, par ordre du roi de France, en 1643 (Poligny reste alors inhabitée pendant environ 30 ans, avant d'être repeuplée par des familles françaises de Saint-Claude, de Suisse, de Savoie, du Bugey...). Poligny capitule à nouveau en 1668 devant les armées du roi Louis XIV, du prince Louis II de Bourbon-Condé, et du marquis futur maréchal de France Sébastien Le Prestre de Vauban, puis se rend le 24 mars 1674 en France, et devient définitivement française par le Traité de Nimègue de la Guerre de Hollande contre le Saint-Empire romain germanique et la Maison de Habsbourg en Espagne.

### Gouverneurs - Capitaines
- En 1259, Eudes de Poligny, Chevalier, reçois l'office de Châtelain et de Capitaine du château du Comte Palatin Hugues, en fief pour lui, son fils et son petit-fils. Il est nommé Bailli du Comté de Bourgogne à partir de 1262 et Connétable de Bourgogne;

- Vers 1270, Odon de Poligny, nommé Connétable de Bourgogne en 1275 et Bailli général de Bourgogne;
- vers  1285, Jean de Poligny, Chevalier;
- En 1299, Odet II de Poligny, Ecuyer;

- En 1412, Jean II de Poligny[4], Ecuyer, Seigneur des Coges;

- Avant 1544 , Jean Bonnot seigneur de Cormaillon , Grand Maréchal des Logis de la Reine Douairière de Hongrie , nommé par l'Empereur Charles Quint résigne ses fonctions en 1544[5];
- En 1544, Christophe de Villey , nommé par lettres patentes par l'Empereur Charles Quint.

### Ruines et vestiges
Il reste à ce jour quelques ruines de murs d'époque à l'emplacement de l'ancien château, le donjon Saint-Laurent, quelques tours, et quelques ruines des remparts du château et de la ville, dont les tours de la Sergenterie, et de Paradis, ainsi que des meurtrières dans les murs des maisons de la Grande Rue (visibles depuis les jardins de la rue de Longeville)...